# Le Cœur du conflit
Pour plus de détails, voir Fiche technique et Distribution.
Le Cœur du conflit est un documentaire franco-japonais réalisé par Judith Cahen et Masayasu Eguchi, sorti en 2020.

## Fiche technique
- Titre original : Le Cœur du conflit
- Réalisation : Judith Cahen et Masayasu Eguchi
- Scénario : Judith Cahen et Masayasu Eguchi
- Photographie : Judith Cahen et Masayasu Eguchi
- Son : Mikaël Barre
- Montage : Masayasu Eguchi
- Production : Inter Bay Films
- Pays de production :  France -  Japon
- Genre : documentaire
- Durée : 79 minutes
- Date de sortie : France - 11 mars 2020 (FIDMarseille)[1]

## Distribution
- Mélissa Barbaud
- Judith Cahen
- Masayasu Eguchi
- Kazuhiko Suzuk

## Récompenses
• Prix des lycéens / Prix du Groupement National des Cinémas de Recherche (GNCR) / Prix Georges de Beauregard de la compétition française au Festival international de cinéma de Marseille 2017